# Пулспліт
Пулспліт (рос. смешение-разделение, англ. pool/split) — у комбінаторній хімії — спосіб створення комбінаторних бібліотек, що передбачає поділ твердої підкладки на порції, кожна з яких призначена для реакції з одним будівельним блоком. Об'єднання цих порцій дає одну групу підкладок, що несуть суміш компонентів. Повторення процесів поділу, об'єднання, рекомбінування дає бібліотеку, де окрема частинка твердої підкладки несе один бібліотечний член, а число членів дорівнює добуткові чисел будівельних блоків, що беруть участь у кожній зі стадій. Синонім — змішування-розділення.